# 何楓
何楓（1965年2月—），生於廣州，祖籍廣東東莞，中华人民共和国画家。為廣州美術學院國畫系副教授、廣東省美術家協會會員、廣東畫院特聘畫家。

## 生平
- 1984年畢業於廣州美術學院附中。
- 1988年畢業於廣州美術學院國畫系。
- 1998年－2000年就讀於中央美術學院國畫系人物畫同等學歷碩士研究生班。

## 作品展览
- 1989年 國畫《風聲》油畫《看得見河流的風景》入選第七屆全國美術作品展，並獲廣東省美展優秀獎。
- 1990年 國畫《加入》入選第二屆全國體育美展；獲廣東省體育優秀獎
- 1995年 油畫《壯士行》獲廣東省紀念抗日戰爭勝利五十年美展優秀獎，並於同年參與廣州美術學院95院展、中韓交流展。
- 1997年 《多夢時節》入選全國中國人物畫展覽。
- 1998年 國畫《花與少女》系列參與 "東方話語" 邀請展。
- 1999年 國畫《春天的腳步》入選第九屆全國美術作品展；同年國畫《花與少女》入選當代中國水墨畫展。
- 2000年 國畫《花與少女》系列參加“漫漫長路”現代中國藝術巡迴展；同年國畫《隨風起舞》參加“後嶺南”第三回展。
- 2002年 國畫《夏季風景》參加“中國畫傳統與新風”藝術作品展。
- 2003年 國畫《夏季風景》系列入選今日中國美術大展及第二屆全國畫院雙年展。

## 相关链接
- 當代嶺南書畫報06期15版 （页面存档备份，存于）